# Việt Trì
Việt Trì – miasto w północnym Wietnamie, stolica prowincji Phú Thọ. W 2008 roku ludność miasta wynosiła 85 505 mieszkańców.